# Konstantin Kuchayev
Konstantin Vitalyevich Kuchayev (en ruso: Константи́н Вита́льевич Куча́ев; Riazán, 18 de marzo de 1998) es un futbolista ruso que juega en la demarcación de centrocampista para el F. C. Rostov de la Liga Premier de Rusia.

## Biografía
Tras formarse como futbolista con el Ryazansky Rayon Ryazan y con el UOR-5 Yegoryevsk, finalmente se marchó al P. F. C. CSKA Moscú. Subió al primer equipo del equipo ruso en 2017, haciendo su debut el 2 de abril contra el P. F. C. Krylia Sovetov Samara.
En enero de 2022 abandonó temporalmente la entidad moscovita para jugar en el F. C. Rubin Kazán lo que restaba de temporada. La siguiente regresó al conjunto capitalino y ayudó al equipo a ganar la Copa de Rusia. Se marchó definitivamente en febrero de 2024 tras acordar la rescisión de su contrato y se unió al F. C. Pari Nizhniy Novgorod. Allí completó la campaña y en el mes de junio fichó por el F. C. Rostov.

## Selección nacional
Tras haber sido internacional en categorías inferiores, el 12 de noviembre de 2020 debutó con la selección absoluta de Rusia en un amistoso ante Moldavia que finalizó en empate a cero.

## Clubes
| Club                        | País  | Año       | Partidos | Goles |
| --------------------------- | ----- | --------- | -------- | ----- |
| P. F. C. CSKA Moscú         | Rusia | 2017-2022 | 115      | 8     |
| F. C. Rubin Kazán (cedido)  | Rusia | 2022      | 10       | 1     |
| P. F. C. CSKA Moscú         | Rusia | 2022-2024 | 38       | 3     |
| F. C. Pari Nizhniy Novgorod | Rusia | 2024      | 11       | 0     |
| F. C. Rostov                | Rusia | 2024-     | 32       | 2     |

## Palmarés

### Títulos nacionales
| Título        | Club                | País  | Año  |
| ------------- | ------------------- | ----- | ---- |
| Copa de Rusia | P. F. C. CSKA Moscú | Rusia | 2023 |